# Rally Nova Gorica - Ajdovščina
Rally Nova Gorica - Ajdovščina je bil organiziran julija leta 2003. Organiziral ga je AK Zasavje pod vodstvom Samo Količa. Dobil ga je Tomaž Kaučič z Renault Clio Williams pred Milanom Bubničem Lancia Delta HF Integrale. Tretji je končal Mitja Klemenčič Mitsubishi Lancer EVO5.

## Zmagovalci
| Leto | Dirkač       | Sovoznik            | Dirkalnik             |
| ---- | ------------ | ------------------- | --------------------- |
| 2003 | Tomaž Kaučič | Dejan Vlaisavljevič | Renault Clio Williams |